# Fermeture de l'usine Renault à Vilvoorde
Fermeture de l'usine Renault à Vilvoorde è un film del 1998 diretto da Jan Bucquoy.
La televisione manda in onda l'annuncio dell'imminente chiusura dei siti industriali Renault in Belgio per salvaguardare l'equilibrio economico dell'azienda e la risposta degli operai che non intendono accettare tale soluzione. Jan Bucquoy prepara le sue telecamere per seguire i lavoratori che organizzano la contestazione.
Gli operai sono fiduciosi sugli esiti della lotta e sperano in una grande mobilitazione europea. Alla televisione nazionale Jacques Chirac descrive l'ineluttabile chiusura della fabbrica paragonandola alla fine del ciclo vitale di ogni vita umana.

## Trama

### Rivoluzione?
Il regista segue gli operai in cerca della solidarietà dei lavoratori di un altro stabilimento, alcuni dei quali mostrano freddezza per timore di perdere a loro volta il proprio posto di lavoro; nonostante ciò c'è grande soddisfazione e speranza. Il regista annuncia la sua intenzione di recarsi a Parigi per cercare Louis Schweitzer, amministratore di Renault Belgio.
Bucquoy sostiene che si ha più bisogno di riposare che di lavorare e mostra se stesso impegnato nell'atto sessuale con la sua compagna. Dopo le prime mobilitazione arriva la grande manifestazione di piazza, occasione per Bucquoy di chiedere ad operai, sindacalisti e politici se è la volta buona per farla finita una volta per tutte con il capitalismo e per avviare una rivoluzione. Prime schermaglie con la polizia; Schweitzer ribadisce che la decisione della chiusura resta irrevocabile. Alla domanda di che fare contro il cinismo dei padroni, gli operai rispondono rabbiosi che bisogna alimentare la mobilitazione e spingerla verso la rivoluzione.

### Le manifestazione
Le manifestazioni si fanno più dure; gli operai tentano di entrare in un'altra fabbrica e compaiono le prime file di poliziotti in tenuta antisommossa. Bucquoy chiede a qualcuno di loro se hanno intenzione di sparare sui manifestanti senza ottenere risposta. Gli operai cantano in coro: "Vogliamo il nostro lavoro e niente più licenziamenti". Un delegato sindacale cerca una mediazione fra gli operai e la polizia.
Attraverso la televisione Schweitzer manda un messaggio ai lavoratori in sciopero: nessuna speranza, solo la possibilità di negoziare la questione sociale. Questi si interrogano su come continuare la lotta: bisogna decidere se lasciarsi affliggere dalla questione salario e tornare al lavoro ed eventualmente sabotare i macchinari oppure continuare con l'interruzione dell'attività produttiva. I sindacati escludono ogni ipotesi di radicalizzazione della lotta e sperano nella solidarietà europea. Una nuova manifestazione termina in scontri violenti con la polizia, gli operai discutono del comportamento dei media in relazione alla loro mobilitazione e lamentano il disimpegno della classe politica.
Il regista lancia l'idea di sequestrare Schweitzer. Parte per Parigi per trovare la sua abitazione mentre gli operai sono in assemblea per decidere se tornare al lavoro o meno. Molti operai si dichiarano demotivati e non disposti ad essere produttivi, palesando la loro delusione per l'atteggiamento dei sindacati più propensi alla cessazione dell'astensione dal lavoro. Molti vorrebbero continuare con la lotta.
Alla votazione, il 67% degli operai sceglie la linea dei delegati sindacati, quella del ritorno in fabbrica. Molti operai invece accusano i sindacati e intendono proseguire la mobilitazione.

### Il sequestro di Schweitzer
Il regista Bucquoy, dopo aver lanciato un appello all'offensiva, dichiara di non volersi schierare dalla parte degli oppressori e prende alcune armi nascoste nella sua roulotte. L'obiettivo è sequestrare e uccidere (?!) Schweitzer.
Con la collaborazione di un operaio, Bucuqoy mette in scena la pantomima del sequestro. L'amministratore è prelevato a Parigi e condotto incappucciato in una casa. Ribadisce la decisione della chiusura e viene giustiziato; Bucquoy e i suoi complici festeggiano con champagne e tartine.

## Colonna sonora
- La vie est à nous (Francia 1936) di Jean Renoir.
- ottobre (URSS 1927) di Sergej Ėjzenštejn.
- Grands soirs et petits matins au quartier latin (Francia 1968) di William Klein.